# Sterk Károly
Sterk Károly (Csákvár, 1881. szeptember 19. – Budapest, 1946. december 10.) magyar sakkozó, sakkolimpikon, nemhivatalos sakkolimpiákon arany és ezüstérmes, magyar bajnoki ezüst és bronzérmes.
Sírja a Kozma utcai temetőben található.

## Sakkpályafutása

### Játékereje
A Chessmetrics historikus pontszámításai szerint a legmagasabb Élő-pontszáma 2568 volt 1913. júliusban, amellyel akkor 30. volt a világranglistán. Ez volt egyben a legelőkelőbb helyezése is a világranglistán, amelyet 1913. július és szeptember között tartott. A legmagasabb egyénileg teljesített teljesítményértéke 2678 volt, amelyet 1912-ben a Pöstyénfürdőn rendezett nemzetközi versenyen ért el.

### Olimpiai szereplései
Két nemhivatalos és egy hivatalos  sakkolimpián 26 partit játszott magyar színekben és 13,5 pontot szerzett.  Összesen csapatban 1 arany és 1 ezüstérmet nyert a magyar csapattal.
| Év   | Olimpia                     | Helyszín                 | Tábla | Győzelem | Vereség | Döntetlen | %    | Helyezés egyéni | Helyezés csapat |
| 1924 | 1. nemhivatalos sakkolimpia | Párizs ( Franciaország)  |       | 6        | 4       | 3         | 57,7 | 17              | Ezüstérem       |
| 1926 | 2. nemhivatalos sakkolimpia | Budapest ( Magyarország) |       | 0        | 0       | 2         | 50   |                 | Aranyérem       |
| 1931 | 4. sakkolimpia              | Prága ( Csehszlovákia)   | 1t    | 4        | 5       | 2         | 45,5 | 9               | 10              |

Olimpiai eredményeinek emlékét a világon egyedülálló sakkolimpiai emlékmű is őrzi Pakson.

### Kiemelkedő versenyeredményei
- 2-4. helyezés: Budapest (1909)
- 3-5. helyezés: Magyar bajnokság Budapest (1911)
- 1. helyezés: Budapesti Sakk Kör versenye (1911)
- 9-11. helyezés: Pöstyénfürdő (1912) – 2678-as teljesítményértékkel
- megosztott 2. helyezés: Magyar bajnokság, Debrecen (1913)
- 2-3. helyezés: Budapest (1917)
- 3. helyezés: Budapest (1924)
- 3-4. helyezés: Párizs (1924)
- megosztott 1. helyezés Budapest (1925)
- 1. helyezés: Budapest (1926)
- 3-4. helyezés: London, (1927)
- 1. helyezés: Budapest (1930)
- 1-3. helyezés: Budapest (1930)
- 2. helyezés: Magyar bajnokság, Budapest (1931)